# Mojner
Mojner är ett naturreservat i Boge socken i Region Gotland på Gotland.
Området är naturskyddat sedan 1999 och är 31 hektar stort. Reservatet består av barrsumpskog. 